# Districtul Setúbal
Districtul Setúbal (portugheză Distrito de Setúbal) este un district în sudul Portugaliei, cu reședința în Setúbal. Are o populație de 788 459 locuitori și suprafață de 5 064 km².

## Municipii
- Alcácer do Sal
- Alcochete
- Almada
- Barreiro
- Grândola
- Moita
- Montijo
- Palmela
- Santiago do Cacém
- Seixal
- Sesimbra
- Setúbal
- Sines